# Hispania Tarraconensis
Hispania Tarraconensis was een Romeinse provincie in het huidige Spanje. Tarraconensis besloeg heel het gebied dat Spanje nu is (behalve de Extremadura en Andalusië) en een deel van het huidige Portugal. Het staat ook bekend onder zijn (oudere) naam Hispania Citerior.

## Grenzen
Ten oosten van Hispania Tarraconensis lag de Middellandse Zee, wat de Romeinen passend de Mare Nostrum (Latijn: onze zee). In het zuiden had de provincie een grens met Hispania Baetica, wat grofweg overeenkomt met het huidige Andalusië. In het westen lag de Atlantische Oceaan en in het zuidwesten grensde Tarraconensis aan een andere provincie: Hispania Lusitania, wat ongeveer overeenkomt met het huidige Portugal.

## Geschiedenis

### Bronstijd
De Kelten bewoonden een groot deel van het Iberische schiereiland. In de bronstijd behoorden de Keltische nederzettingen (zoals Cortes de Navarra) tot de Klokbekerculturen. In de bronstijd was tin een zeer belangrijke grondstof. Aangezien de gebieden in het westen van het latere Tarraconensis rijke voorraden hadden, was de regio een belangrijke handelspartner. Hiervan getuigt het scheepswrak uit circa 800 v.Chr., gevonden bij Huelva, waar vele bronzen wapens in zaten, gefabriceerd in Frankrijk.

### Kelten
Tegen de 5e eeuw v.Chr. beheersten de Kelten een groot deel van West- en Centraal Europa, dus ook in Spanje en Hispania Tarraconensis. De Keltische volkeren waren politiek niet één volk, maar voelden zich cultureel wel verbonden. Zo was de Hallstattcultuur tegen de 5e eeuw v.Chr. in heel Tarraconensis verspreid. De Keltische volkeren die er woonden heetten: Gallaeci, Keltiberiërs en Iberiërs, en hadden hun hoofdsteden in Brigantium en Numantia.

### Grieken en Feniciërs
De Grieken stichtten koloniën in het hele Mediterrane gebied, waaronder in Tarraconensis: tussen 800 en 480 v.Chr. stichtten zij Hemeroskopeion en Emporion. De rest van de oostkust van Tarraconensis bleef in Keltische handen. In het zuiden van Hispania werden Fenicische koloniën gesticht: de beroemdste daarvan is Gades, het huidige Cádiz.

### Carthago en Rome
De Feniciërs die met hun hoofdstad in Carthago een zelfstandige mogendheid waren geworden, waren beter bekend Carthagers. Zij kwamen in het vaarwater, soms letterlijk, van de Romeinen. Na de Eerste Punische Oorlog (264-241 v.Chr.) werden Sicilië, Corsica en Sardinië Romeins; de Carthagers reageerden door hun koloniën in Hispania fors uit te breiden. In 229 v.Chr. (of 228?) veroverden de Romeinen het noordelijkste deel van Tarraconensis en in 226 v.Chr. kwamen de partijen overeen de rivier Ebro voortaan als grens te beschouwen. De Carthaagse koloniën reikten toen al tot aan die rivier en tot ver in het binnenland, tot aan Numantia.
De Tweede Punische Oorlog (219-201 v.Chr.) veranderde veel voor de regio. Deze oorlog begon er zelfs: Hannibal viel de vestingstad Saguntum aan, die Romeins-gezind was terwijl het in de Carthaagse invloedssfeer lag. De Romeinen reageerden met een tegenaanval: heel Hispania stond op het spel, en bij nader inzien zelfs hun eigen voortbestaan. De Carthagers vielen onder Hannibal via Hispania, Gallië en de Alpen het noorden van Italië binnen. Vandaar ging het verder naar het zuiden, waar zij de Romeinen een hele tijd het leven zuur maakten. Ondertussen probeerden de Romeinen Hannibal reeds vanaf (218 v.Chr., Slag bij Cissa), van zijn uitvalbasis te isoleren door op te marcheren in Hispania. Rond 210 v.Chr. hadden zij tal van Carthaagse gebieden in Tarraconensis veroverd en waren tot in Baetica opgemarcheerd. De campagne verliep verder voorspoedig: onder leiding van Scipio Africanus kwam het leger vanuit Ostia in 210 in Tarraco, de hoofdstad van het Romeinse Tarraconensis, aan en trok naar het zuiden. Hannibal zat vast in Zuid-Italië en vele steden vielen zonder slag of stoot (o.a. Carthago Nova). In 208 stootte Scipio op een Carthaags leger in Baecula, dat meer landinwaarts lag, maar versloeg het. Twee jaar later, in 206, gebeurde dat opnieuw, ditmaal in Ilipa. Vandaar uit kon Scipio Gades innemen; de Carthaagse koloniën in Hispania waren Romeins bezit geworden: Hispania Citerior. Deze provincie omvatte slechts de kuststreek; de binnenlanden, waaronder bv. Numantia, waarvan sommige door de Carthagers waren onderworpen, werden of bleven autonoom.
(voor het verdere verloop van de Punische Oorlogen tussen Rome en Carthago: zie derde Punische Oorlog)

### Hispania Citerior
Na de militaire Romeinse overwinningen op Carthago en Macedonia in 146 v.Chr. konden de Romeinen meer tijd vrijmaken voor de verdere verovering van Hispania. In 133 v.Chr. werd Numantia, na een beleg van 20 jaar, door de Romeinen ingenomen. Dit betekende de ondergang voor de Keltiberiërs, die daarmee hun hoofdstad verloren. Het verval van de Kelten in Spanje werd pas echt duidelijk toen de La Tène-periode in de 2e eeuw v.Chr. niet doordrong tot in Hispania. Tegen 60 v.Chr. werden ook de Lusitanii onderworpen, maar de Gallaeci (met hoofdstad Brigantium) bleven zich hardnekkig verzetten.

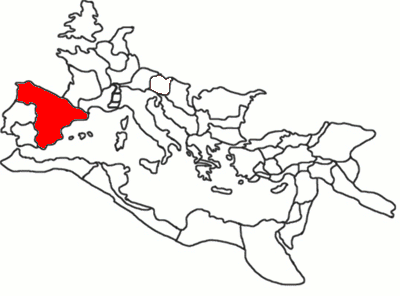
Hispania Tarraconensis in het Romeinse Rijk

Het kustgedeelte (reeds onderworpen) werd rijk. Vanuit de hoofdstad Tarraco werden heirbanen aangelegd en het gebied traag gekoloniseerd. In 63 v.Chr. werd Julius Caesar de consul van Hispania Citerior.

### Hispania "Tarraconensis"
In 27 v.Chr. reorganiseerde keizer Augustus Hispania Citerior. Hierbij splitste hij de provincie in drieën: Hispania Tarraconensis, Hispania Baetica en Hispania Lusitania. Tijdens de Cantabrische oorlog (29-19 v.Chr.) vielen ook de laatste delen van het Iberische schiereiland: de Cantabrii, inwoners van Cantabria waren de laatste Kelten die zich in 19 v.Chr. moesten overgeven. Cantabria werd bij Tarraconensis ingelijfd.
Tarraconensis werd een keizerlijke provincie; dat wil zeggen dat de keizer een persoon koos als gouverneur.

#### Opdeling in 293

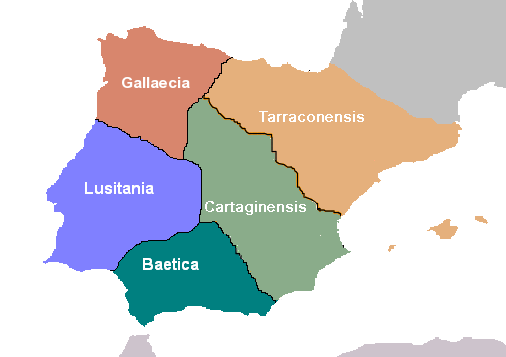
opdeling door Diocletianus in 293

Onder Diocletianus, in 293, werd Hispania Tarraconensis verdeeld in drie kleinere provincies: Gallaecia, Carthaginensis en Tarraconensis.

### Tarraconensis na de Romeinen
Hispania Tarraconensis bleef deel van het Romeinse Rijk tot de Grote Volksverhuizingen van de 5e eeuw. Daarna spreekt men eigenlijk niet meer van Tarraconensis, maar van Spanje.

#### Vandalen
In 409-410 trokken de Vandaalse Asdingen en Silingen, samen met de Alanen en Sueven de Pyreneeën over en bereikten Spanje. De in allerijl door de Romeinen opgeworpen steunpunten ontwijkend, vestigden deze stammen zich aanvankelijk onder de inheemse bevolking in Noordwest-Spanje. Maar spoedig verspreidden zij zich van daaruit over Spanje. De Silingen drongen Baetica binnen en de Asdingen het zuiden van Galicië. Voorts leidde deze volksverhuizingen tot een opstand van de Basken en de Cantabrii.
De Romeinse keizer Honorius zag aanvankelijk in de Vandalen bondgenoten tegen zijn rivaal Constantijn III en sloot in 411 met hun verdragen. Ondanks deze verdragen werden de jaren twintig een periode van wrijving en oorlog. De Vandalen verlieten hun vestigingsgebieden en stroopten het land. In 415 lieten de Romeinen Visigotische hulptroepen overkomen naar Spanje om de opstandige stammen te bestrijden. De Visigoten gingen heel voortvarend te werk, in twee jaar tijd werden de Silingen praktisch uitgeroeid en de Alanen zodanig verzwakt dat deze zich moesten verbinden met de Asdingen. Toen in 418 de rust was teruggekeerd en de Visigoten een nieuwe macht van betekenis dreigden te worden, werden zij teruggeroepen naar Gallië. In Spanje bleven de Asdingen en Sueven de ondergang bespaard. Na het vertrek van de Visigoten zagen zij spoedig nieuwe kansen om hun macht te vergroten. De Asdingen kregen vaste voet in Andalusië en versloegen in 422 het Romeinse leger dat op hun was afgestuurd. Vervolgens veroverden zij de stad Carthagena dat zij tot hun hoofdstad maakten. Ze bouwden een vloot en veroverden de Balearen. In 429 gingen zij scheep naar Afrika.

#### Sueven
In het kielzog van de Vandalen arriveerden de Sueven onder leiding van Hermeric in 409 in het noorden van Tarraconensis en vestigen zich in Gallaecia (of Callaecia), de huidige autonome regio Galicië in Spanje. Onder Rechila (438-448) breidden zij hun rijk uit met Baetica en Sevilla. Zij brachten de laatste Romeinse troepen een verpletterende nederlaag toe, maar moesten in 456 het onderspit delven tegen de Visigoten in de slag aan de Urbicus.

#### Visigoten
Na het vertrek van de Vandalen verschenen de Visigoten. Vanaf 455 speelden zij een steeds belangrijker wordende rol. De Gotische garnizoenen in de steden die na de val van keizer Majorianus in Spanje achterbleven kregen steeds meer het karakter van een bezettingsmacht. Onder de Gotische rex Eurik (466-484) werd de band met het West-Romeinse Rijk verbroken. Euric verkeeg door de Provence te ruilen in 475 Tarraconensis in handen waarmee het Visigotische koninkrijk in Spanje een feit werd. De koningen van de Visigoten heersten naast het zuiden Frankrijk over heel Spanje en Portugal, behalve het Suevenkoninkrijk in het noordwesten, dat veroverd werd in 585, en Baskenland, dat nooit veroverd werd. Het bestuur had veel innerlijke twisten, waardoor de keizer Justinianus I van het overgeven Romeinse Rijk in 554 het zuidelijk deel van Tarraconensis en Baetica kon heroveren. Tegen 620 vielen deze bezittingen weer in Visigotische handen.

## Volk
Toen de Romeinen in de 2e eeuw v.Chr. interesse begonnen te tonen voor de regio, was de oorspronkelijke bevolking, zoals de Basken, (zie 2.1) al eeuwen gemengd met de Keltische (zie 2.2). Verder waren er ook Fenicische/Carthaagse bevolkingsgroepen te vinden, aangezien zij de bewoners van de meeste kolonies waren. Vanaf de 2e eeuw v.Chr. waren er ook Romeinse invloeden inlands (aan de kust waren die er al lang). In het opstandige binnenland kwam die vooral van het legioen dat de Romeinen in centraal Tarraconensis legerden (nabij León). Na de Romeinse overheersing kwamen daar nog eens Germaanse stammen, Noord-Afrikaanse (de Moren) en veel Joden bij.

## Economie
Tarraconensis was een rijk land: vanuit het binnenland kwamen vele goederen op de Romeinse markt terecht: hout, goud, ijzer, tin, lood, aardewerk, vermiljoen, koper, marmer, wijn en olijfolie.
Achaea · Alexandria et Aegyptus · Africa · Alpes Cottiae · Alpes Maritimae · Alpes Poeninae · Arabia Petraea · Armenia Inferior · Asia · Britannia · Cappadocia · Cilicia · Corsica · Creta · Cyprus · Cyrenaica · Dacia · Dalmatia · Epirus · Galatia · Gallia (Aquitania · Belgica · Lugdunensis · Narbonensis) · Germania (Inferior · Superior) · Hispania (Baetica · Lusitania · Tarraconensis) · Italia · Iudaea · Lycaeonia · Lycia · Macedonia · Mauretania (Caesariensis · Tingitana) · Moesië (Inferior · Superior) · Noricum · Numidia · Pannonia (Inferior · Superior) · Pamphylia · Pisidia · Pontus et Bithynia · Raetia · Sardinia · Sicilia · Syria · Thracia

Tijdelijke bezettingen: Germania (7-9 n.Chr.) · Armenia (114-117 n.Chr.) · Assyria (116-117 n.Chr.) · Mesopotamia (115-117 n.Chr.)